# Professor X
Professor X heter egentligen Charles Xavier och är en superhjälte i Marvels fiktiva universum. Han driver Xaviers Institut för Begåvade Ungdomar i Salem och är en av världens mäktigaste telepater. Han kämpar för mutanters rättigheter och har även skapat superhjältegruppen X-Men. Med sina krafter kan han läsa andras tankar och manipulera deras medvetande.
Xavier är ofta rullstolsburen då han är förlamad efter en olycka. Flera gånger har han återfått förmågan att gå, men han förlorar den oftast på nytt. 
Xavier är styvbror till Cain Marko, också känd som Juggernaut. Han har ett komplicerat förhållande med sin vän Magneto - ibland är de ärkefiender, och ibland allierade. 
I spelfilmerna spelas Xavier som gammal av Patrick Stewart och som ung av James McAvoy. I tv-serien Legion spelas han av Harry Lloyd.

## Filmografi
- X-Men (2000)
- X2: X-Men United (2003)
- X-Men: The Last Stand (2006)
- X-Men Origins: Wolverine (2009, cameo)
- X-Men: First Class (2011)
- The Wolverine (2013, cameo)
- X-Men: Days of Future Past (2014)
- X-Men: Apocalypse (2016)
- Logan – The Wolverine (2017)
- Deadpool 2 (2018, cameo)
- X-Men: Dark Phoenix (2019)
- Doctor Strange in the Multiverse of Madness (2022)